# Tunézia az 1984. évi nyári olimpiai játékokon
Tunézia az egyesült államokbeli Los Angelesben megrendezett 1984. évi nyári olimpiai játékok egyik részt vevő nemzete volt. Az országot az olimpián 6 sportágban 23 sportoló képviselte, akik érmet nem szereztek.

## Atlétika
Férfi
| Versenyző       | Versenyszám    | Előfutam      | Előfutam      | Előfutam      | Negyeddöntő | Negyeddöntő | Negyeddöntő | Elődöntő | Elődöntő | Elődöntő | Döntő   | Döntő    |
| Versenyző       | Versenyszám    | Idő           | Hely.         | Össz.         | Idő         | Hely.       | Össz.       | Idő      | Hely.    | Össz.    | Idő     | Helyezés |
| --------------- | -------------- | ------------- | ------------- | ------------- | ----------- | ----------- | ----------- | -------- | -------- | -------- | ------- | -------- |
| Mohamed Alouini | 800 m          | 1:47,20       | 3.            | 19.           | 1:45,78     | 5.          | 13.         | kiesett  | kiesett  | kiesett  | kiesett | kiesett  |
| Mohamed Alouini | 1500 m         | 3:49,78       | 6.            | 36.           |             |             |             | kiesett  | kiesett  | kiesett  | kiesett | kiesett  |
| Fethi Baccouche | 5000 m         | nem ért célba | nem ért célba | nem ért célba |             |             |             | kiesett  | kiesett  | kiesett  | kiesett | kiesett  |
| Fethi Baccouche | 3000 m akadály | 8:27,49       | 3.            | 5.            |             |             |             | 8:18,70  | 6.       | 6.       | 8:43,40 | 12.      |

## Cselgáncs
| Versenyző            | Versenyszám  | Csoport | Selejtező         | 32-es főtábla          | Nyolcaddöntő                  | Negyeddöntő       | Elődöntő          | Vigaszág nyolcaddöntő | Vigaszág negyeddöntő | Vigaszág elődöntő    | Bronz- mérkőzés   | Döntő             | Helyezés |
| Versenyző            | Versenyszám  | Csoport | Ellenfél Eredmény | Ellenfél Eredmény      | Ellenfél Eredmény             | Ellenfél Eredmény | Ellenfél Eredmény | Ellenfél Eredmény     | Ellenfél Eredmény    | Ellenfél Eredmény    | Ellenfél Eredmény | Ellenfél Eredmény | Helyezés |
| -------------------- | ------------ | ------- | ----------------- | ---------------------- | ----------------------------- | ----------------- | ----------------- | --------------------- | -------------------- | -------------------- | ----------------- | ----------------- | -------- |
| Hassan Ben Gamra     | Könnyűsúly   | A       |                   | Rony Khawam (LIB) · GY | Luiz Onmura (BRA) · V         | kiesett           | kiesett           |                       |                      |                      |                   |                   | 13.      |
| Abdel Majid Senoussi | Félnehézsúly | B       |                   | erőnyerő               | Günther Neureuther (FRG) · V  | kiesett           | kiesett           |                       |                      |                      |                   |                   | 13.      |
| Bechir Kiiari        | Nehézsúly    | A       |                   |                        | Mohamed Ali Rashwan (EGY) · V |                   |                   |                       |                      | Mihai Cioc (ROU) · V | kiesett           |                   | 7.       |

## Ökölvívás
| Versenyző            | Versenyszám  | Selejtező         | 32-es főtábla              | Nyolcaddöntő                | Negyeddöntő               | Elődöntő          | Döntő             | Helyezés |
| Versenyző            | Versenyszám  | Ellenfél Eredmény | Ellenfél Eredmény          | Ellenfél Eredmény           | Ellenfél Eredmény         | Ellenfél Eredmény | Ellenfél Eredmény | Helyezés |
| -------------------- | ------------ | ----------------- | -------------------------- | --------------------------- | ------------------------- | ----------------- | ----------------- | -------- |
| Noureddine Boughanmi | Pehelysúly   | erőnyerő          | Higasi Szatoru (JPN) · 1:4 | kiesett                     | kiesett                   | kiesett           | kiesett           | 17.      |
| Lotfi Belkhir        | Kisváltósúly | erőnyerő          | Miura Kunihiro (JPN) · 4:1 | Rushdy Armanios (EGY) · 5:0 | Mircea Fulger (ROU) · 0:5 | kiesett           | kiesett           | 5.       |
| Khemais Refai        | Váltósúly    | erőnyerő          | Konrad König (AUT) · RSC   | Genaro León (MEX) · 2:3     | kiesett                   | kiesett           | kiesett           | 9.       |

RSC – a mérkőzésvezető megállította a mérkőzést

## Röplabda

### Férfi
| Tunéziai férfi röplabdacsapat-játékoskeret                                                                   | Tunéziai férfi röplabdacsapat-játékoskeret                                                       |
| --- | ------------------------------------------------------------------------------------------------ |
| - Abdel Aziz Ben Abdallah - Adel Khechini - Chebbi Mbarek - Faycal Laridhi - Msaddak Lahmar - Mohamed Sarsar | - Mounir Barek - Rashid Bousarsar - Razi Mhiri - Slim Mehrizi - Walid Boulahya - Yassine Mezlini |

#### Eredmények
Csoportkör
A csoport
|                        |      | Mérkőzések | Mérkőzések | Szettek | Szettek | Szettek | Pontok | Pontok | Pontok |
| Csapat                 | Pont | Gy         | V          | Sz+     | Sz–     | SzA     | P+     | P–     | PA     |
| ---------------------- | ---- | ---------- | ---------- | ------- | ------- | ------- | ------ | ------ | ------ |
| Brazília (BRA)         | 7    | 3          | 1          | 10      | 4       | 2,500   | 191    | 144    | 1,326  |
| Egyesült Államok (USA) | 7    | 3          | 1          | 9       | 4       | 2,250   | 168    | 117    | 1,436  |
| Dél-Korea (KOR)        | 7    | 3          | 1          | 9       | 6       | 1,500   | 203    | 162    | 1,253  |
| Argentína (ARG)        | 5    | 1          | 3          | 7       | 9       | 0,778   | 184    | 207    | 0,889  |
| Tunézia (TUN)          | 4    | 0          | 4          | 0       | 12      | 0,000   | 64     | 180    | 0,356  |

| 1984. július 29. 10:00 | Tunézia (TUN)      | 0–3 | Dél-Korea (KOR) |  |
| 1984. július 29. 10:00 | (7–15, 7–15, 7–15) |     |                 |  |

| 1984. július 31. 18:30 | Egyesült Államok (USA) | 3–0 | Tunézia (TUN) |  |
| 1984. július 31. 18:30 | (15–3, 15–2, 15–3)     |     |               |  |

| 1984. augusztus 2. 10:00 | Tunézia (TUN)      | 0–3 | Brazília (BRA) |  |
| 1984. augusztus 2. 10:00 | (5–15, 9–15, 2–15) |     |                |  |

| 1984. augusztus 4. 10:00 | Tunézia (TUN)      | 0–3 | Argentína (ARG) |  |
| 1984. augusztus 4. 10:00 | (9–15, 7–15, 3–15) |     |                 |  |

A 9. helyért
| 1984. augusztus 8. 16:00 | Tunézia (TUN)                    | 3–2 | Egyiptom (EGY) |  |
| 1984. augusztus 8. 16:00 | (15–13, 15–9, 5–15, 13–15, 15–5) |     |                |  |

| Csapat        | Helyezés |
| ------------- | -------- |
| Tunézia (TUN) | 9.       |

## Súlyemelés
| Versenyző       | Versenyszám | Szakítás                 | Szakítás                 | Lökés    | Lökés    | Összesen                 | Helyezés                 |
| Versenyző       | Versenyszám | Eredmény                 | Helyezés                 | Eredmény | Helyezés | Összesen                 | Helyezés                 |
| --------------- | ----------- | ------------------------ | ------------------------ | -------- | -------- | ------------------------ | ------------------------ |
| Taoufik Maaouia | 56 kg       | érvényes kísérlet nélkül | érvényes kísérlet nélkül | 125,0    | 14.      | érvényes kísérlet nélkül | érvényes kísérlet nélkül |
| Hatem Bouabid   | 67,5 kg     | érvényes kísérlet nélkül | érvényes kísérlet nélkül | 135,0    | 15.      | érvényes kísérlet nélkül | érvényes kísérlet nélkül |

## Úszás
Női
| Versenyző     | Versenyszám    | Előfutam | Előfutam | Előfutam | Döntő   | Döntő   | Döntő   | Helyezés |
| Versenyző     | Versenyszám    | Idő      | Hely.    | Össz.    | Típus   | Idő     | Hely.   | Helyezés |
| ------------- | -------------- | -------- | -------- | -------- | ------- | ------- | ------- | -------- |
| Faten Ghattas | 100 m gyors    | 1:02,00  | 5.       | 10.      | kiesett | kiesett | kiesett | kiesett  |
| Faten Ghattas | 100 m pillangó | 1:05,91  | 6.       | 25.      | kiesett | kiesett | kiesett | kiesett  |
| Faten Ghattas | 200 m pillangó | 2:22,68  | 7.       | 25.      | kiesett | kiesett | kiesett | kiesett  |
| Faten Ghattas | 200 m vegyes   | 2:29,77  | 6.       | 23.      | kiesett | kiesett | kiesett | kiesett  |